# Stenolophus bilineatus
Stenolophus bilineatus es una especie de escarabajo de tierra del género Stenolophus, tribu Harpalini, subfamilia Harpalinae. Fue descrita científicamente por Facchini en 2016.

## Descripción
Mide 4,6 milímetros de longitud.

## Distribución
Se distribuye por Zimbabue.